# 그리퍼드 압 러스
그리퍼드 압 러스(웨일스어: Gruffydd ap Rhys: 1090년경-1137년)는 데허이바르스의 터워소그였다.

## 가족
러스 압 테우두르의 아들이며, 네스트 베르흐 러스와 남매지간이다.
1116년 구엔리안 베르흐 그리퍼드와 결혼했는데, 그 전에 이미 최소 두 명의 아들이 있었다.
- 아나라우드 압 그리퍼드(Anarawd ap Gruffydd: ?-1143년몰)
- 카델 압 그리퍼드(Cadell ap Gruffydd: ?-1175년몰)

구엔리안과의 사이에는 6남 2녀를 낳았다.
- 모르간 압 그리퍼드(Morgan ap Gruffydd: 1116년경생-1136년몰)
- 마엘구인 압 그리퍼드(Maelgwyn ap Gruffydd: 1119년경생-1136년몰)
- 굴라두스 베르흐 그리퍼드(Gwladus ferch Gruffydd 1120년-1130년 사이-1175년 7월 25일 이후)[2][5][6]
- 네스트 베르흐 그리퍼드(Nest ferch Gruffydd: 1120년-1130년 사이-1175년 7월 25일 이후)
- 오와인 압 그리퍼드(Owain ap Gruffydd: 1126년경-1156년 이후)[4]
- 마레디드 압 그리퍼드(Maredudd ap Gruffydd: 1130/1년경생-1155년몰)[7]
- 러스 버한 압 그리퍼드(Rhys Fychan ap Gruffydd: 1132년경생-1197년 4월 27일 이후)[8]
- 시온 압 그리퍼드(1134년경생-1155년 이후)[4]

## 생애
한데일로에서 태어났다. 1093년 부왕 러스 압 테우두르가 죽자 노르만인들이 쳐들어와 데허이바르스를 점령했고, 그리퍼드는 아일랜드로 망명해 초기생을 보냈다.
1113년 또는 1115년 그리퍼드는 남웨일스로 귀국했으나 헨리 1세가 그를 체포하려 하자 귀네드의 그리퍼드 압 커난에게 갔다. 그리퍼드 압 커난은 헨리 1세의 환심을 사기 위해 그리퍼드 압 러스를 죽이려 했으나, 누이 네스트의 경고를 받은 그리퍼드 압 러스는 린으로 도망쳤다. 이 때 그리퍼드 압 러스는 그리퍼드 압 커난의 막내딸 구엔리안과 눈이 맞아 함께 도망쳤다.
1116년 그리퍼드는 하넘더브리성을 공격했으나 패배했다. 또한 아베르타우에성을 공격해 그 외벽을 파괴했으며, 카이르버르딘성을 함락 또는 파괴시켰다. 같은 해 또는 1114년 커두엘리성을 함락시켰다. 그러나 아베러스투이스 공격이 실패하면서 그리퍼드의 군대는 와해되었다.
1121년 또는 1122년 그리퍼드는 헨리 1세와 화평을 맺고, 부왕의 왕국의 일부(마우르 칸트레브)에 대한 지배를 보장받았다. 그러나 노르만인들의 압박은 계속되었고, 그리퍼드는 1127년 다시 아일랜드로 도망가야 했다.
1135년, 헨리 1세가 죽고 잉글랜드 왕위를 먹은 스티븐 드 블루아가 그리퍼드를 런던으로 소환했으나 그리퍼드는 응하지 않았다.
1136년, 잉글랜드가 내전(무정부시대)에 휩싸인 틈을 타 웨일스에서 노르만인의 지배에 저항하는 반란이 일어나자 그리퍼드는 오와인 귀네드, 카드왈라드르 압 그리퍼드(그리퍼드 압 커난의 아들들로, 즉 그리퍼드 압 러스에게는 처남들)와 함께 거병했다. 그리퍼드가 동맹을 구하기 위해 귀네드를 방문한 사이 아내 구엔리안이 군대를 이끌었으나 모리스 드 롱드르에게 패하고 사로잡혀 참수되었다. 아내의 복수를 위해 그리퍼드는 남웨일스에 식민자로 정착한 앵글인, 플람스인들을 공격해 그들의 재산, 작물, 가축을 파괴했다. 그리퍼드는 처남들과 함께 크룩마우르 전투에서 노르만인들에게 대승을 거두었다. 남웨일스에서 앵글인과 플람스인을 일소한 것을 축하하면서 그리퍼드는 40일간의 대축제를 열었다.
그리퍼드는 1136년 또는 1137년 초 불확실한 정황 속에서 사망했다. 플로렌티우스 위고르니엔시스는 그리퍼드가 후처에게 살해되었다고 기록했다.
그리퍼드의 왕위는 장남 아나라우드가 계승했고, 다른 아들들 카델, 마레디드, 러스가 이후 돌아가며 데허이바르스를 다스렸다. 특히 러스는 당대 남웨일스 군주들 중 가장 성공적인 치세를 구가했다.